# Östermalms Saluhall

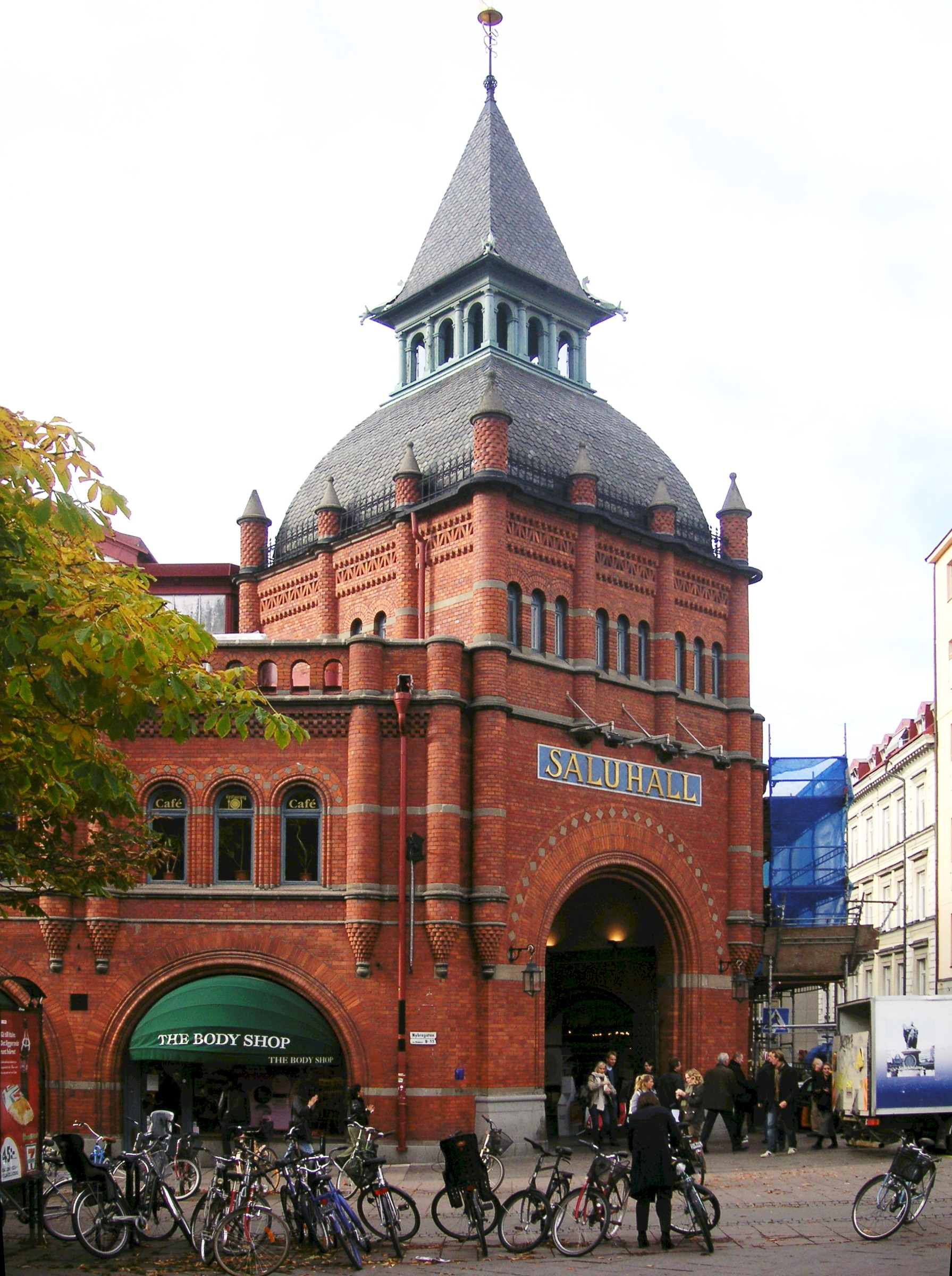
Die Östermalmshalle 2007

Östermalms Saluhall, auch die Östermalmshalle genannt (schwedisch Östermalmshallen) ist eine Markthalle, die 1888 eröffnet wurde, sie liegt am südwestlichen Teil des Östermalmstorg im Stadtteil Östermalm in Stockholm.

## Markthalle
Die Östermalmshalle ist eine Markthalle für die Allgemeinheit, in der Lebensmittel und Delikatessen angeboten werden. Die ca. 3000 m² große Halle wurde am 30. November 1888 in der Gegenwart von Oskar II. eingeweiht. Da waren nur sechs Monate von Baubeginn bis Fertigstellung verstrichen. Am 1. Dezember 1888 öffnete die Markthalle ihre Tore für die Allgemeinheit und Stockholm hatte damit seinen eigenen „Esstempel“ bekommen. Bald drängten sich Küchenchefs und ganz gewöhnliche Hausfrauen an den zahlreichen Ständen und so ist es auch heute noch.
Die Architekten der Östermalmshalle waren Isak Gustaf Clason (1856–1930) und Kasper Salin (1856–1919), letzterer stand auch für die komplizierte Gusseisenkonstruktion. Auf Studienreisen nach Deutschland, Italien und Frankreich hatten sie sich von ähnlichen Markthallen und von der Backsteinarchitektur und den neuartigen Eisenkonstruktionen inspirieren lassen. Besonders Frankreich war führend auf dem Gebiet der monumentalen Konstruktionen aus Eisen. Das war neu für Schweden.
Die Östermalmshalle steht zwar nicht unter Denkmalschutz, genießt aber dennoch nahezu den Schutz eines Baudenkmals. Die Östermalmshalle mit ihrer intakten Einrichtung zählt heute mit zu den schönsten Bauwerken des späten 19. Jahrhunderts in Stockholm. Herzstück neben der Architektur ist die Vielfalt und Qualität des kulinarischen Angebots. Neben reinen Lebensmitteln genießen Besucher hier diverse Spezialitäten, darunter etwa Köttbullar oder Gravlax, beides traditionelle Gerichte.

## Bilder
|  |  |  |  |